# Darja Jewgenjewna Serowa
Darja Jewgenjewna Serowa (russisch Дарья Евгеньевна Серова, wiss. Transliteration Dar'ja Evgen'evna Serova; * 24. Juli 1982 in Kirowsk) ist eine ehemalige russische Freestyle-Skierin. Sie startete in den Buckelpisten-Disziplinen Moguls und Dual Moguls.

## Werdegang
Serowa startete im März 1997 in Laajavuori erstmals im Europacup und errang dort den 23. Platz im Moguls. Zu Beginn der Saison 2002/03 nahm sie in Tignes erstmals am Freestyle-Skiing-Weltcup teil, wobei sie auf den 18. Platz im Moguls kam. Im weiteren Saisonverlauf erreichte sie mit Platz sieben im Moguls in Mont-Tremblant sowie Rang sechs im Dual Moguls in Fernie ihren besten Platzierungen im Weltcup und zum Saisonende mit dem 21. Platz im Moguls-Weltcup ihr bestes Gesamtergebnis. Beim Saisonhöhepunkt, den Weltmeisterschaften 2003 in Deer Valley, kam sie auf den 13. Platz im Moguls. In der Saison 2004/05 siegte sie zweimal im Europacup und belegte bei den Weltmeisterschaften 2005 in Ruka den 17. Platz im Dual Moguls sowie den 14. Rang im Moguls. Zudem wurde sie russische Meisterin im Moguls. Bei den Olympischen Winterspielen im folgenden Jahr in Turin errang sie den 13. Platz im Moguls. In der Saison 2009/10 belegte sie bei den Olympischen Winterspielen 2010 in Vancouver den 15. Platz im Moguls und absolvierte in Lake Placid ihren 35. und damit letzten Weltcup, welchen sie auf dem 16. Platz im Moguls beendete.

## Erfolge

### Olympische Spiele
- 2006 Turin: 13. Platz Moguls
- 2010 Vancouver: 15. Platz Moguls

### Weltmeisterschaften
- 2003 Deer Valley: 13. Platz Moguls
- 2005 Ruka: 14. Platz Moguls, 17. Platz Dual Moguls

### Weltcupwertungen
| Saison  | Gesamt | Gesamt | Moguls | Moguls |
| Saison  | Platz  | Punkte | Platz  | Punkte |
| ------- | ------ | ------ | ------ | ------ |
| 2002/03 | 56.    | 32     | 21.    | 224    |
| 2003/04 | 104.   | 2      | 32.    | 29     |
| 2004/05 | 71.    | 8      | 23.    | 92     |
| 2005/06 | 89.    | 7      | 27.    | 73     |
| 2006/07 | 84.    | 4      | 29.    | 36     |
| 2008/09 | 152.   | 1      | 41.    | 9      |
| 2009/10 | 92.    | 5      | 27.    | 54     |

### Europacup
- 7 Podestplätze, davon 4 Siege

### Weitere Erfolge
- 1 russische Meistertitel (2005 Moguls)